# 1971 en Palestine
Chronologie de la Palestine
- 1967
- 1968
- 1969
- 1970
- 1971
- 1972
- 1973
- 1974
- 1975

Cette page concerne les évènements survenus en 1971 en Palestine :

## Évènements
- Depuis 1967, Israël occupe la bande de Gaza et la Cisjordanie[1].
- En 1971, l'Organisation de libération de la Palestine (OLP) déclare que la création d'un État démocratique unique dans la Palestine historique, comprenant des chrétiens, des juifs et des musulmans, est son objectif et la seule solution juste au conflit israélo-palestinien[2].
- 15 mars : La Commission des droits de l'homme condamne Israël pour ses violations continues des droits de l'homme dans les territoires occupés, y compris ses politiques visant à modifier le statut de ces territoires[3].
- 13 : Le Conseil national palestinien se réunit au Caire, pour sa neuvième session[4].
- 28 novembre :  Le groupe terroriste palestinien Septembre noir assassine Wasfi Tall,  Premier ministre de la Jordanie.

## Créations
- Al-Fajr, quotidien.
- Le Fonds des moudjahidines et des martyrs de Palestine devient la Société pour l'assistance aux martyrs et prisonniers palestiniens qui deviendra le Fonds des martyrs de l'Autorité palestinienne.
- Université d'Hébron